# Miaozi (köping i Kina, Shandong)
Miaozi (kinesiska: 庙子镇, 庙子) är en köping i Kina. Den ligger i provinsen Shandong, i den östra delen av landet, omkring 110 kilometer öster om provinshuvudstaden Jinan. Antalet invånare är 38 147. Befolkningen består av 18 767 kvinnor och 19 380 män. Barn under 15 år utgör 13,0 %, vuxna 15-64 år 74 %, och äldre över 65 år 11,0 %.
Genomsnittlig årsnederbörd är 769 millimeter. Den regnigaste månaden är juli, med i genomsnitt 284 mm nederbörd, och den torraste är januari, med 7 mm nederbörd.